# Bhokraha (Siraha)
Bhokraha – gaun wikas samiti we wschodniej części Nepalu w strefie Sagarmatha w dystrykcie Siraha. Według nepalskiego spisu powszechnego z 2001 roku liczył on 303 gospodarstw domowych i 1459 mieszkańców (761 kobiet i 698 mężczyzn).